# OŚ AZS Poznań
OŚ AZS Poznań – jednostka organizacyjna Akademickiego Związku Sportowego z siedzibą w Poznaniu. Jest jedną z 17 organizacji środowiskowych AZS działających na terenie kraju.

## Barwy i gryf
Jednostka używa barw, flagi i znaków organizacyjnych AZS. Barwami jednostki są: kolor biały i zielony. Godłem jednostki jest biały gryf na zielonym polu.

## Działalność
OŚ AZS Poznań działa w środowisku młodzieży akademickiej i szkolnej na terenie Poznania oraz województwa wielkopolskiego.
W OŚ AZS Poznań zrzeszone są kluby uczelniane AZS, kluby środowiskowe AZS oraz środowiskowe sekcje sportowe AZS z Poznania oraz województwa wielkopolskiego.

### Akademickie Mistrzostwa Wielkopolski
Jednostka nadzoruje organizację i przebieg wszystkich imprez sportowych w ramach Akademickich Mistrzostw Wielkopolski. AMW prowadzone są w cyklu roku akademickiego. Celem Akademickich Mistrzostw Wielkopolski jest systematyczna rywalizacja sportowa studentek i studentów wyższych uczelni Województwa Wielkopolskiego oraz przegląd pracy sportowej oraz organizacyjnej jednostek organizacyjnych, odpowiedzialnych za upowszechnianie kultury fizycznej w środowisku akademickim województwa.

## Zrzeszane jednostki

### Kluby uczelniane
- AZS AM Poznań
- AZS UA Poznań
- AZS Politechnika Poznańska
- AZS PWSB Poznań
- AZS UE Poznań
- AZS UAM Poznań
- AZS UM Poznań
- AZS UP Poznań
- AZS PWSZ Kalisz
- AZS PWSZ Konin
- AZS PWSZ Leszno
- AZS WSMiZ Leszno
- AZS PWSZ Piła

### Środowiskowe sekcje sportowe
- AZS Poznań - klub koszykówki kobiet